# Färgelanda kyrka
Färgelanda kyrka är en kyrkobyggnad som tillhör Färgelanda-Högsäters församling i Karlstads stift. Den ligger på en höjd i centralorten i Färgelanda kommun.

## Kyrkobyggnaden
Nuvarande kyrka uppfördes åren 1869–1870 och ersatte en medeltida stenkyrka som låg ett stycke åt söder.
Kyrkan uppfördes av församlingsborna själva under ledning av byggmästare Anders Pettersson från Värsås. Drivande kraft bakom kyrkobygget var kyrkoherde Johan Ferlin. Först 1873, när orgelverket var på plats, invigdes kyrkan av biskop Claes Herman Rundgren.
Kyrkan består av långhus med ett rakt avslutat kor och en smalare och lägre sakristia i öster. I väster finns kyrktornet med vapenhus och ingång. Tornet har en huv som kröns med lanternin och spira.
Kyrkorummet täcks av ett tredingstak.

### Renoveringar
Första större renoveringen genomfördes 1940 då framför allt interiören omdanades. Pärlspontpanelen mellan takbjälkarna kläddes in med masonit och stjärnhimlen i koret målades över. År 1962 genomgick kyrkan en yttre renovering då fasaden putsades om och torntaket belades med ny kopparplåt. Ännu en renovering företogs 1970 då vissa förändringar från 1940 återställdes till ursprunget, bland annat stjärnhimlen i koret. Fasaden fick ny puts 1985, då cementputsen från 1962 byttes ut mot ursprunglig kalkputs. Den senaste renoveringen av interiören ägde rum 1995–1996 under ledning av arkitekt Jerk Alton. Kyrkorummets ursprungliga färgsättning återställdes och kyrkan handikappanpassades.
Åren 2012–2013 genomfördes en större yttre renovering av kyrkobyggnadens fasad. Putsen byttes helt och skador i muren reparerades.

## Inventarier
- I kyrkan finns två dopfuntar. Den äldsta är av täljsten och från 1200-talet av en för Dalsland unik typ. Höjd 62 cm i två delar. Cuppan har upptill en enkel rundstav och längs nederkanten en kraftig repstav. Foten saknar ornament. Uttömingshål i funtens mitt. Skador finns, dock ej allvarliga.[1] Den stod tidigare vid en nisch där norra ingången var belägen. Den har nu ersatt den nyare från 1977 av slipad konststen och står numera i den södra delen av koret. Den har försetts med en insats i silver som används vid dop.
- Nuvarande altartavla är en triptyk utförd 1970 av Harry Svensson. Det är en målad och förgylld relief och har motivet Jesu sista måltid med lärjungarna.
- En kyrkklocka är gjuten redan 1696. Övriga två är inköpta av kyrkoherde Johan Ferlin.

### Orgel
- 1872 byggde Johan Nikolaus Söderling, Göteborg en orgel.
- 1918 byggde Johannes Magnusson, Göteborg en orgel med 17 stämmor, två manualer och pedal.
- Orgelfasaden på läktaren i väster är tillverkad 1872 av J N, E & C Söderling. Verket installerades 1959 och är tillverkat av Olof Hammarberg, Göteborg. Orgeln är elektrisk med pneumatiska lådor. Pipverket är heterogent och innehåller delar från föregående versioner av orgeln och även från andra orglar. Den har två fria kombinationer och automatisk pedalväxling. Tonomfånget är 54/27. Instrumentet digitaliserades 2016 av Lindegren Orgelbyggeri AB och har 22 stämmor fördelade på två manualer och pedal.[2]

| Huvudverk I   | Svällverk II        | Pedal         | Koppel |
| Principal 8´  | Rörflöjt 8´         | Subbas 16´    | I/P    |
| Gedakt 8'     | Hålflöjt 4'         | Gedakt 8´     | II/P   |
| Oktava 4'     | Kvintadena 4'       | Oktava 4'     | II/I   |
| Flöjt 4'      | Principal 2'        | Nachthorn 2'  |        |
| Kvinta 2 2/3' | Blockflöjt 2'       | Mixtur 3 chor |        |
| Oktava 2'     | Sifflöjt 1'         | Fagott 16'    |        |
| Mixtur 4 chor | Sesquialtera 2 chor |               |        |
| Trumpet 8'    | Scharf 3 chor       |               |        |
|               | Crescendosvällare   |               |        |